# Стоян Венев
Стоян Венев (болг. Стоян Венев / Stoyan Venev; 21 вересня 1904, село Скриняно Кюстендильської області, Болгарія — 20 березня 1989, Софія, Болгарія) — болгарський графік, жанровий живописець, що звертався до селянських тем. У сільських сценах, повних грубуватого, життєрадісного гумору в живописі та графіці Венева глядачеві відкриваються традиції національної культури. Його графіка, що стилістично спиралася на народні мотиви, зіграла важливу роль у розвитку цього жанру мистецтва в Болгарії. 

## Біографія
Стоян Венев народився 21 вересня 1903 у невеличкому селі Скриняно Кюстендильської області, на південному заході Болгарії.  Навчався в Софійській Академії мистецтв. 
У 20-ті — 30-ті роки разом з такими художниками, як Ілля Петров, Олександр Жендов, Ілля Бешков, розвиваючи антимонархічні і антифашистські теми, Стоян Венев сформувався як майстер сатиричної графіки. 
З другої половини 30-х років Венев малює і пише, головним чином, повні гумору картинки з селянського життя («Веселий рік», 1957, Національна художня галерея, Софія), святково-яскраві і матеріальні по живопису, з узагальненим трактуванням приосадкуватих фігур, музичною ритмічністю композиції. Ряд пізніх картин Венева відрізняються драматизмом  . 
Помер у 1989 році в Софії. 

## Визнання
Димитрівської премії. Димитрівська премія - щорічно присуджується окремим особам або колективам Болгарії за видатні досягнення в галузі літератури, мистецтва, науки, винахідництва. Заснована в  1949 році. 
Мис Венев в Антарктиці названий на честь Стояна Венева.

## Творчість
- „Прощаване“ – 1952 г.
- „Весела година“ – 1958 г.
- „Септемврийски нощи“ – 1962 г.
- „Хайдути“ – 1966 г.
- „Песен за юнака“ – 1967 г.